# شيبان (بلدة)
شيبان إيرانية تقع في الناحية المركزية من مقاطعة باوي في محافظة خوزستان. حسب إحصاءات المركز الرسمي للإحصاءات الإيرانية في 2006 كان يسكن ملاثاني 23211 شيبان.